# Off the Deep End
Off the Deep End (no fundo do poço) é o sétimo álbum do músico norte-americano "Weird Al" Yankovic, lançado em 1992 pela gravadora Scotti Brothers Records, relançado posteriormente pela Volcano Records. É o primeiro álbum auto-produzido do músico.
A capa do álbum é uma paródia da capa do álbum Nevermind, da banda grunge Nirvana. A arte do encarte do CD e o próprio CD também parodiam o álbum. Ainda, a canção "Smells Like Teen Spirit", hit do álbum, é parodiada em Off the Deep End.
Algumas paródias foram planejadas, mas negadas pelos criadores das versões originais. Uma delas era uma paródia de "Black or White", por Michael Jackson, mas o músico pop não queria que essa canção, especificamente, fosse satirizada, devido à mensagem que ela tenta passar. Michael afirmou, contudo, que aceitaria qualquer outra ideia de "Weird Al".
Outra paródia recusada foi "Chicken Pot Pie", paródia de "Live and Let Die" por Paul McCartney (embora a versão a ser parodiada fosse a versão dos Guns N' Roses). Embora o ex-guitarrista dos Beatles aprecie o trabalho de "Weird Al", ele afirmou que, sendo um vegetariano, não concordava que uma canção sua fosse satirizada de modo a fazer apologia ao consumo de carne animal (já que o título da pródia significa "empada de frango").

## Faixas
| Faixa | Nome                                                | Duração | Paródia de | Descrição |
| ----- | --------------------------------------------------- | ------- | --- | --- |
| 1     | "Smells Like Nirvana" (Cheira Como Nirvana)         | 3:42    | "Smells Like Teen Spirit" por Nirvana | Sobre o fato de ninguém entender as letras das músicas de Nirvana. A canção possui uma mensagem audível somente com a faixa tocada de trás para frente que diz "I Hate Macaroni" (Eu Odeio Macarrão) |
| 2     | "Trigger Happy" (Gatilho Feliz)                     | 3:46    | Paródia do estilo de The Beach Boys e Jan & Dean | Sobre um homem obcecado por armas de fogo. |
| 3     | "I Can't Watch This" (Eu Não Posso Assistir a Isso) | 3:31    | "U Can't Touch This" por MC Hammer | Sobre vários programas ruins de televisão. |
| 4     | "Polka Your Eyes Out" (A Polca Está em Seus Olhos)  | 3:50    | Uma das Polka Medleys | Inclui trechos das seguintes canções: - "Cradle of Love" por Billy Idol - "Tom's Diner" por Suzanne Vega - "Love Shack" por The B-52's - "Clarinet Polka" (tradicional) - "Pump Up the Jam" por Technotronic - "Losing My Religion" por R.E.M. - "Unbelievable" por EMF - "Do Me!" por Bell Biv DeVoe - "Enter Sandman" por Metallica - "The Humpty Dance" por Digital Underground - "Cherry Pie" by Warrant - "Miss You Much" por Janet Jackson - "I Touch Myself" por Divinyls - "Dr. Feelgood" por Mötley Crüe - "Ice Ice Baby" por Vanilla Ice - "Ear Booker Polka" por "Weird Al" Yankovic |
| 5     | "I Was Only Kidding" (Eu Só Estava Brincando)       | 3:31    | Paródia do estilo de "H.A.T.R.E.D." por Tonio K. | Sobre uma declaração de amor que era uma piada, na verdade. |
| 6     | "The White Stuff" (A Coisa Branca)                  | 2:43    | "You Got It (The Right Stuff)" por New Kids on the Block | O cantor expressa o seu amor pelo recheio dos biscoitos Oreo. |
| 7     | "When I Was Your Age" (Quando Eu Tinha a Sua Idade) | 4:35    | Paródia parcial do estilo de "If Dirt Were Dollars" por Don Henley. | O cantor diz ao seu filho como ele não viveu tão bem como a criança, mas de maneira exagerada. |
| 8     | "Taco Grande"                                       | 3:44    | "Rico Suave" por Gerardo | Sobre a visita do narrador ao restaurante mexicano fictício. Cheech Marin faz um rápido discurso em espanhol na faixa. |
| 9     | "Airline Amy" (Amy da Linha Aérea)                  | 3:50    | Paródia do estilo de "Switchboard Susan" por Nick Lowe | Sobre uma aeromoça adorada pelo cantor. Ele nota traços de afeto em suas ações, mesmo que essas ações sejam coisas normais de seu dia a dia profissional. |
| 10    | "The Plumbing Song" (A Canção do Encanamento)       | 4:08    | Paródia de "Baby Don't Forget My Number" e "Blame It on the Rain" por Milli Vanilli | O narrador sugere um encanador ficcional para um amigo |
| 11    | "You Don't Love Me Anymore" (Você Não Me Ama Mais)  | 4:00    | Original | Sobre uma namorada que fez várias coisas ruins para o narrador, que após tantas atrocidades começa a desconfiar que ela não o ama mais. O vídeo é uma paródia de "More Than Words", por Extreme. |
| 12    | "Bite Me" (Me Morda)                                | 0:06    | a faixa é (na verdade) seis segundos de cacofonia ela vem depois da última faixa "You Don't Love Me Anymore" ao fim de "You Don't Love Me Anymore" vem dez segundos de silêncio e depois a faixa escondida, se quando "You Don't Love Me Anymore" acabar e ele ou ela esquecesse de desligar o som, iria escutar e se assustar com Bite Me, o autor do álbum "Weird Al" Yankovic colocou a faixa justamente para os ouvintes se assustarem, tanto que devido a esse ato, quando o álbum foi lançado em CD, a faixa escondida foi removida.". | Seis segundos de cacofonia, começando dez segundos após o término da faixa anterior. |

## Formação
- "Weird Al" Yankovic - sintetizador, acordeão, voz, vocais
- Jim West - guitarra, banjo, vocais
- Steve Jay - baixo, vocais
- Brad Buxer - sintetizador
- Jon "Bermuda" Schwartz - bateria, percussão
- Joel Peskin - clarinete
- Warren Luening - trompete
- Tommy Johnson - tuba
- Cheech Marin - discurso em "Taco Grande"
- Alisa Curran, Jim Haas, Jon Joyce, Gene Morford, Peggy Newman, Carmen Twillie, Julia Waters, Luther Waters, Maxine Waters, Oren Waters, Jerry Whitman - vocais

### Produção
- Engenharia de som: Tony Papa
- Assistente de engenharia: Jamey Dell, Bill Malina
- Arranjos: "Weird Al" Yankovic
- Overdubs: Marlene Aragon, Edith Fore, Neil Ross, Beau Weaver

## Paradas

### Álbum
| Ano  | Parada            | Posição |
| ---- | ----------------- | ------- |
| 1988 | The Billboard 200 | 17      |